# Fußball-Bezirksliga Halle 1954/55
Die Bezirksliga Halle 1954/55 war die dritte Austragung der vom Bezirksfachausschuss (BFA) Fußball Halle durchgeführten Bezirksliga Halle. Sie war die höchste Spielklasse im Bezirk Halle und die dritthöchste im Ligasystem auf dem Gebiet des DS.
Der Bezirksliganeuling BSG Chemie Leuna wurde auf Anhieb Bezirksmeister und qualifizierte sich für die Aufstiegsrunde zur neu geschaffenen II. DDR-Liga. Dort belegte Leuna in der Staffel 2 den ersten Rang und stieg in die II. DDR-Liga auf.
In eine der untergeordneten Bezirksklassestaffeln stieg der Vorjahresaufsteiger BSG Stahl WW Hettstedt und die BSG Chemie Piesteritz ab. Im Gegenzug stiegen zur Folgesaison die vier Bezirksklassensieger BSG Motor Polysius Dessau (Staffel 1), BSG Motor Köthen (Staffel 2), BSG Traktor Teuchern (Staffel 3) und BSG Stahl Merseburg (Staffel 4) auf. Diese absolvierten zwar eine Bezirksliga-Aufstiegsrunde, aus der letztendlich alle aufstiegen.

## Abschlusstabelle
| Pl. | Mannschaft                     | Sp. | S  | U | N  | Tore    | Quote | Punkte |
| --- | ------------------------------ | --- | -- | - | -- | ------- | ----- | ------ |
| 1.  | BSG Chemie Leuna (N)           | 24  | 16 | 5 | 3  | 080:230 | 3,48  | 37:11  |
| 2.  | BSG Motor Ammendorf            | 24  | 15 | 4 | 5  | 086:440 | 1,95  | 34:14  |
| 3.  | BSG Chemie Buna Schkopau       | 24  | 16 | 2 | 6  | 055:290 | 1,90  | 34:14  |
| 4.  | BSG Empor Halle                | 24  | 10 | 9 | 5  | 041:190 | 2,16  | 29:19  |
| 5.  | BSG Aktivist Geiseltal Mücheln | 24  | 11 | 6 | 7  | 062:520 | 1,19  | 28:20  |
| 6.  | BSG Aktivist Sandersdorf       | 24  | 12 | 3 | 9  | 065:560 | 1,16  | 27:21  |
| 7.  | BSG Aktivist Amsdorf           | 24  | 9  | 8 | 7  | 052:470 | 1,11  | 26:22  |
| 8.  | BSG Chemie Bitterfeld          | 24  | 9  | 4 | 11 | 040:620 | 0,65  | 22:26  |
| 9.  | BSG Turbine Halle (N) *        | 24  | 6  | 6 | 12 | 036:460 | 0,78  | 18:30  |
| 10. | BSG Stahl MK Eisleben          | 24  | 6  | 6 | 12 | 038:530 | 0,72  | 18:30  |
| 11. | BSG Aktivist Roitzsch (N)      | 24  | 6  | 4 | 14 | 038:520 | 0,73  | 16:32  |
| 12. | BSG Stahl WW Hettstedt (N)     | 24  | 5  | 5 | 14 | 050:800 | 0,63  | 15:33  |
| 13. | BSG Chemie Piesteritz          | 24  | 2  | 4 | 18 | 017:970 | 0,18  | 08:40  |

| (N) Aufsteiger aus der Bezirksklasse 1953/54                                                                                    |
| (*) Die Fußballabteilung von Aufsteiger BSG Post Halle wurde im September 1954 an den Rest der BSG Turbine Halle angeschlossen. |

Namensänderung während der Saison
- BSG Stahl Eisleben ↔ BSG Stahl Mansfeldkombinat (MK) Eisleben

## Kreuztabelle
Die Kreuztabelle stellt die Ergebnisse aller Spiele dieser Saison dar. Die Heimmannschaft ist in der linken Spalte aufgelistet und die Gastmannschaft in der obersten Reihe.
| Bezirksliga Halle 5. September 1954 – 15. Mai 1955 | Bezirksliga Halle 5. September 1954 – 15. Mai 1955 | BSG Chemie Leuna | BSG Motor Ammendorf | BSG Chemie Buna Schkopau | BSG Empor Halle | GM  | SAN | AMS | BSG Chemie Bitterfeld | BSG Turbine Halle | BSG Stahl MK Eisleben | ROI | BSG Stahl WW Hettstedt | BSG Chemie Piesteritz |
| -------------------------------------------------- | -------------------------------------------------- | ---------------- | ------------------- | ------------------------ | --------------- | --- | --- | --- | --------------------- | ----------------- | --------------------- | --- | ---------------------- | --------------------- |
| 01.                                                | BSG Chemie Leuna                                   |                  | 4:1                 | 1:2                      | 1:1             | 7:1 | 8:0 | 0:0 | 8:0                   | 3:0               | 4:0                   | 2:1 | 9:0                    | 4:0                   |
| 02.                                                | BSG Motor Ammendorf                                | 2:1              |                     | 4:2                      | 0:1             | 2:4 | 5:3 | 7:2 | 9:0                   | 3:2               | 6:1                   | 3:1 | 9:2                    | 6:0                   |
| 03.                                                | BSG Chemie Buna Schkopau                           | 0:1              | 1:2                 |                          | 3:0             | 1:0 | 4:2 | 1:1 | 2:1                   | 0:0               | 3:0                   | 3:1 | 2:1                    | 3:0                   |
| 04.                                                | BSG Empor Halle                                    | 0:1              | 0:0                 | 0:2                      |                 | 1:2 | 2:1 | 6:1 | 5:0                   | 1:1               | 5:0                   | 0:1 | 3:2                    | 6:0                   |
| 05.                                                | BSG Aktivist Geiseltal Mücheln                     | 1:3              | 3:3                 | 2:3                      | 2:2             |     | 2:2 | 3:5 | 2:2                   | 1:0               | 5:2                   | 3:2 | 7:3                    | 3:0                   |
| 06.                                                | BSG Aktivist Sandersdorf                           | 3:4              | 4:4                 | 1:3                      | 0:0             | 5:3 |     | 2:2 | 3:1                   | 2:0               | 3:2                   | 2:0 | 3:1                    | 7:0                   |
| 07.                                                | BSG Aktivist Amsdorf                               | 0:0              | 3:2                 | 3:2                      | 0:0             | 1:0 | 3:0 |     | 1:1                   | 0:0               | 2:2                   | 3:3 | 8:1                    | 3:0                   |
| 08.                                                | BSG Chemie Bitterfeld                              | 1:1              | 3:2                 | 0:3                      | 0:2             | 2:3 | 2:3 | 4:3 |                       | 1:1               | 2:2                   | 2:0 | 4:2                    | 7:0                   |
| 09.                                                | BSG Turbine Halle                                  | 3:7              | 0:4                 | 1:0                      | 0:2             | 0:5 | 1:4 | 1:2 | 4:0                   |                   | 4:2                   | 8:0 | 2:1                    | 7:1                   |
| 10.                                                | BSG Stahl MK Eisleben                              | 2:1              | 2:4                 | 1:2                      | 1:1             | 0:0 | 3:5 | 2:0 | 6:0                   | 1:1               |                       | 2:0 | 2:1                    | 4:0                   |
| 11.                                                | BSG Aktivist Roitzsch                              | 3:3              | 1:2                 | 4:3                      | 0:2             | 0:2 | 3:1 | 3:1 | 1:2                   | 4:0               | 0:0                   |     | 1:3                    | 6:1                   |
| 12.                                                | BSG Stahl WW Hettstedt                             | 1:2              | 2:4                 | 3:4                      | 1:1             | 3:3 | 4:2 | 5:3 | 1:3                   | 0:0               | 4:3                   | 2:2 |                        | 5:1                   |
| 13.                                                | BSG Chemie Piesteritz                              | 1:5              | 2:2                 | 0:6                      | 0:0             | 3:5 | 0:7 | 2:6 | 0:2                   | 2:0               | 0:0                   | 2:1 | 2:2                    |                       |

## Bezirksmeister
| 1.                        | BSG Chemie Leuna |
| Logo der BSG Chemie Leuna | Gerhard Uhlig Heinz Kutscher, Johannes Hölzlein, Hans Matthias Gerhard Bierbaum, Walter Händel Peter Grudzien, Joachim Lehmann, Paul Brandt, Hans Schütze, Weise Trainer: Heinz Pönert |
| Logo der BSG Chemie Leuna | außerdem: Hempel, Münch, Schipke, Schmidt, Schütz, Hans Wolf |

## Bezirksliga-Aufstiegsrunde
In der Aufstiegsrunde sollten die vier Staffelsieger der Bezirksklasse die Aufsteiger zur Bezirksliga ermitteln, aus der letztendlich alle aufstiegen.

### Abschlusstabelle
| Pl. | Mannschaft                            | Sp. | S | U | N | Tore    | Quote | Punkte |
| --- | ------------------------------------- | --- | - | - | - | ------- | ----- | ------ |
| 1.  | BSG Motor Polysius Dessau (Staffel 1) | 6   | 3 | 3 | 0 | 011:500 | 2,20  | 09:30  |
| 2.  | BSG Motor Köthen (Staffel 2)          | 6   | 2 | 3 | 1 | 010:500 | 2,00  | 07:50  |
| 3.  | BSG Traktor Teuchern (Staffel 3)      | 6   | 2 | 1 | 3 | 008:700 | 1,14  | 05:70  |
| 4.  | BSG Stahl Merseburg (Staffel 4)       | 6   | 1 | 1 | 4 | 002:140 | 0,14  | 03:90  |

### Kreuztabelle
Die Kreuztabelle stellt die Ergebnisse aller Spiele dieser Aufstiegsrunde dar. Die Heimmannschaft ist in der linken Spalte aufgelistet und die Gastmannschaft in der obersten Reihe.
| Bezirksliga-Aufstiegsrunde 8. Mai 1955 – 12. Juni 1955 | Bezirksliga-Aufstiegsrunde 8. Mai 1955 – 12. Juni 1955 | Dessau | Köthen | Teuchern | Merseburg |
| ------------------------------------------------------ | ------------------------------------------------------ | ------ | ------ | -------- | --------- |
| 1.                                                     | BSG Motor Polysius Dessau                              |        | 2:2    | 2:0      | 3:0       |
| 2.                                                     | BSG Motor Köthen                                       | 1:1    |        | 3:0      | 4:0       |
| 3.                                                     | BSG Traktor Teuchern                                   | 1:1    | 2:0    |          | 5:0       |
| 4.                                                     | BSG Stahl Merseburg                                    | 1:2    | 0:0    | 1:0      |           |